# ماكس ياكوبسون
ماكس ياكوبسون هو صحفي ومؤرخ ودبلوماسي وسياسي فنلندي، ولد في 30 سبتمبر 1923 في فيبورغ في روسيا، وتوفي في 9 مارس 2013 في هلسنكي في فنلندا. انتخب سفير فنلندا لدى السويد ‏ (1972 – 1975) وانتخب سفير.

## وصلات خارجية
- ماكس ياكوبسون على موقع مونزينجر (الألمانية)